# MICADELIC
MICADELIC（マイカデリック）は、日本のヒップホップユニット。
1998年に活動を開始、2001年にcutting edgeよりメジャー・デビュー。2003年にビクターエンタテインメントに移籍。

## メンバー
- ダースレイダー（MC）
  - Da.Me.Records代表
- 真田人（MC）
- DJオショウ（DJ）

## ディスコグラフィ

### LP
- マイカデリカル（2000年6月10日）
- 三善的 斬（2000年6月25日）
- BのBによるBのための曲（2001年8月1日）

### アルバム
- ファンク・ジャンク（2000年4月10日）
- ファンク・ジャンク増刊号（2000年6月25日）
- THE JUKE BOXING（2001年6月20日）
- 娯楽の殿堂（2001年11月7日）
- IT SELF（2003年4月23日）

### ミニアルバム
- M.B.5〜マイカデリック裏面攻略法〜（2000年10月10日）
- 全曲捨曲（2014年6月24日）